# Liste der Bodendenkmäler in Eschlkam
Auf dieser Seite sind die Bodendenkmäler in dem Oberpfälzer Markt Eschlkam zusammengestellt. Diese Tabelle ist eine Teilliste der Liste der Bodendenkmäler in Bayern. Grundlage ist die Bayerische Denkmalliste, die auf Basis des Bayerischen Denkmalschutzgesetzes vom 1. Oktober 1973 erstmals erstellt wurde und seither durch das Bayerische Landesamt für Denkmalpflege geführt wird. Die folgenden Angaben ersetzen nicht die rechtsverbindliche Auskunft der Denkmalschutzbehörde.

## Bodendenkmäler in Eschlkam
| Lage       | Objekt | Akten-Nr.     | Bild |
| ---------- | --- | ------------- | ---- |
| (Standort) | Archäologische Befunde des Mittelalters und der frühen Neuzeit im Bereich der Kath. Kirche                                                                     | D-3-6643-0001 |      |
| (Standort) | Abschnitt der Kurbayerischen Landesdefensionslinien (1702). | D-3-6643-0007 |      |
| (Standort) | Abschnitt der Kurbayerischen Landesdefensionslinien (1702). | D-3-6643-0008 |      |
| (Standort) | Abschnitt der Kurbayerischen Landesdefensionslinien (1702). | D-3-6643-0009 |      |
| (Standort) | Mittelalterlicher Burgstall. | D-3-6643-0012 |      |
| (Standort) | Siedlung vor- und frühgeschichtlicher Zeitstellung. | D-3-6643-0014 |      |
| (Standort) | Verebneter Abschnitt der Kurbayerischen Landesdefensionslinien (1702).                                                                                         | D-3-6643-0015 |      |
| (Standort) | Archäologische Befunde der frühen Neuzeit im Bereich der Kath. Nebenkirche St. Martin                                                                          | D-3-6643-0037 |      |
| (Standort) | Untertägige Befunde des abgegangenen frühneuzeitlichen Schlosses von Kleinaign.                                                                                | D-3-6643-0039 |      |
| (Standort) | Archäologische Befunde der frühen Neuzeit im Bereich der Dorfkapelle St. Leonhard in Großaign, darunter die Spuren von Vorgängerbauten bzw. älteren Bauphasen. | D-3-6643-0040 |      |
| (Standort) | Verebneter Abschnitt der Kurbayerischen Landesdefensionslinien (1702).                                                                                         | D-3-6643-0044 |      |
| (Standort) | Siedlung vor- und frühgeschichtlicher Zeitstellung. | D-3-6644-0001 |      |
| (Standort) | Archäologische Befunde der frühen Neuzeit im Bereich des ehem. Hofmarkschlosses                                                                                | D-3-6743-0002 |      |
| (Standort) | Mesolithische Freilandstation, neolithische Siedlung. | D-3-6743-0013 |      |
| (Standort) | Abschnitt der Kurbayerischen Landesdefensionslinien (1702). | D-3-6743-0015 |      |
| (Standort) | Mesolithische Freilandstation. | D-3-6743-0018 |      |
| (Standort) | Mesolithische Freilandstation. | D-3-6743-0019 |      |
| (Standort) | Archäologische Befunde der frühen Neuzeit im Bereich der Kath. Nebenkirche St. Florian                                                                         | D-3-6743-0048 |      |
| (Standort) | Archäologische Befunde der frühen Neuzeit im Bereich der Kath. Nebenkirche                                                                                     | D-3-6743-0057 |      |
| (Standort) | Spätpaläolithische und mesolithische Freilandstation. | D-3-6743-0117 |      |
| (Standort) | Verebneter Abschnitt der Kurbayerischen Landesdefensionslinien (1702).                                                                                         | D-3-6743-0124 |      |
| (Standort) | Abschnitt der Kurbayerischen Landesdefensionslinien (1702). | D-3-6744-0002 |      |
| (Standort) | Redoute der Kurbayerischen Landesdefensionslinien (1702). | D-3-6744-0003 |      |
| (Standort) | Abschnitt der Kurbayerischen Landesdefensionslinien (1702). | D-3-6744-0004 |      |